# The Look
Pour les articles homonymes, voir Look.
Singles de Roxette
Chances
(1988) Dangerous
(1989)
The Look est une chanson du duo pop rock suédois Roxette sortie en single le 12 janvier 1989, extraite de l'album Look Sharp!.
Elle fait connaître le groupe à l'échelle mondiale, se classant en tête des charts dans plusieurs pays.

## Historique
Écrite et composée par Per Gessle, un des membres du duo, The Look est le quatrième extrait de l'album Look Sharp! sorti en octobre 1988. Roxette est déjà très populaire en Suède, les deux premiers extraits de l'album, Dressed for Success (en) et Listen to Your Heart y sont devenus des tubes en 1988, mais le duo est méconnu ailleurs. Le troisième extrait, Chances, n'a été commercialisé qu'en Allemagne, en France et en Italie, sans avoir l'honneur des hit-parades.
Le succès international de Roxette va débuter grâce à un étudiant américain nommé Dean Cushman qui séjournait en Suède où il est devenu fan du groupe. Alors que The Look va sortir en single, il retourne chez lui à Minneapolis et envoie un exemplaire de l'album Look Sharp! à une radio locale, KDWB-FM (en),. Séduits par la chanson The Look en particulier, les animateurs la diffusent largement et envoient des copies sur cassettes audio aux autres radios de leur réseau.
La chanson devient rapidement un hit radiophonique alors que le single n'est pas commercialisé sur le territoire américain. Un contrat de distribution est signé avec EMI. Le single entre dans le Billboard Hot 100 avant même que Roxette vienne assurer sa promotion aux États-Unis. La semaine du 8 avril 1989, il atteint la 1re place du classement.
Et le succès gagne de nombreux autres pays.
Sur la lancée, les deux premiers extraits de l'album, Dressed for Success et Listen to Your Heart deviennent des tubes internationaux, le second décrochant même un nouveau no 1 dans le Billboard Hot 100.

## Remix et nouvelle version
En 1995, le duo sort un remix de la chanson, The Look '95, exclusivement au Royaume-Uni où il se classe 28e.
En 2015, il enregistre une nouvelle version, The Look (2015 Remake).
En 2023, le groupe de métal allemand Lord of the Lost sort un clip vidéo de reprise du titre avec Blümchen.

## Classements et certifications
| Classement (1989)                      | Meilleure position |
| -------------------------------------- | ------------------ |
| Allemagne (Media Control AG)           | 1                  |
| Australie (ARIA)                       | 1                  |
| Autriche (Ö3 Austria Top 40)           | 2                  |
| Belgique (Flandre Ultratop 50 Singles) | 3                  |
| Canada (RPM 100 Singles)               | 2                  |
| États-Unis (Billboard Hot 100)         | 1                  |
| Finlande (Suomen virallinen lista)     | 1                  |
| France (SNEP)                          | 12                 |
| Irlande (IRMA)                         | 10                 |
| Italie (FIMI)                          | 3                  |
| Norvège (VG-lista)                     | 1                  |
| Nouvelle-Zélande (RMNZ)                | 1                  |
| Pays-Bas (Single Top 100)              | 2                  |
| Pays-Bas (Nederlandse Top 40)          | 2                  |
| Royaume-Uni (UK Singles Chart)         | 7                  |
| Suède (Sverigetopplistan)              | 6                  |
| Suisse (Schweizer Hitparade)           | 1                  |

| Pays                  | Certification | Unités certifiées |
| --------------------- | ------------- | ----------------- |
| Australie (ARIA)      | Platine       | 70 000            |
| Canada (Music Canada) | Or            | 50 000            |
| Danemark (IFPI)       | Or            | 45 000            |
| États-Unis (RIAA)     | Or            | 500 000           |
| Royaume-Uni (BPI)     | Argent        | 200 000           |
| Suède (GLF)           | Or            | 25 000            |